# Janne Lundblad
Janne Lundblad (Linköping, 11 april 1877 - Stockholm, 24 november 1940) was een Zweeds ruiter, die gespecialiseerd was in dressuur. Lundblad werd olympisch kampioen in de dressuur op Uno tijdens de Olympische Zomerspelen 1920. Acht jaar later tijdens de Olympische Zomerspelen 1928 eindigde Lundblad als vierde individueel en behaalde een zilveren medaille in de landenwedstrijd.

## Resultaten
- Olympische Zomerspelen 1920 in Antwerpen  individueel dressuur met Uno
- Olympische Zomerspelen 1928 in Amsterdam 4e individueel dressuur met Blackmar
- Olympische Zomerspelen 1928 in Amsterdam  landenwedstrijd dressuur met Blackmar

1912: Carl Bonde ·
1920: Janne Lundblad ·
1924: Ernst Linder ·
1928: Carl Friedrich von Langen ·
1932: Xavier Lesage ·
1936: Heinz Pollay ·
1948: Hans Moser ·
1952: Henri Saint Cyr ·
1956: Henri Saint Cyr ·
1960: Sergej Filatov ·
1964: Henri Chammartin ·
1968: Ivan Kizimov ·
1972: Liselott Linsenhoff ·
1976: Christine Stückelberger ·
1980: Elisabeth Theurer ·
1984: Reiner Klimke ·
1988: Nicole Uphoff ·
1992: Nicole Uphoff ·
1996: Isabell Werth ·
2000: Anky van Grunsven ·
2004: Anky van Grunsven ·
2008: Anky van Grunsven ·
2012: Charlotte Dujardin ·
2016: Charlotte Dujardin ·
2020: Jessica von Bredow-Werndl ·
2024: Jessica von Bredow-Werndl